# 飯島恋
飯島 恋（いいじま こい、1973年1月8日 - ）は、日本のAV女優。
上野 まなみ（うえの まなみ）名義の出演作もある。

## 略歴
1990年代を中心に活動した。1993年8月、当時AV女優としての人気が頂点にあった飯島愛のそっくりさんとしてデビュー。1994年に一時引退するまでに、10本余りの出演作を残した。その後は、グラビアなどで活動していたが、1995年にAVに復帰。さらにインディーズへと活動の場を移した。AVでは、2000年代初頭まで活動していたとみられる。

## 作品

### アダルトビデオ
- 愛LOVE恋（1993年8月28日、VINL）
- 愛人形（1993年9月22日、VINL）
- 恋の片道Kiss（1993年10月27日、VINL）
- 恋の奴隷（1993年11月27日、VINL）
- 徹底的に恋は…（1993年12月10日、サマンサ）
- 恋に夢中（1993年12月29日、VINL）
- 恋愛夢（1994年1月26日、VINL）
- LOVE & SEX（1994年2月19日、VINL）
- 禁乱の女教師（1994年3月12日、VINL）
- インモラルノンブレーキ（1994年5月11日、TANK）
- ディープレズ 秘書室の女たち（1994年5月14日、VINL）
- ゼラチンパワーボム（1994年6月15日、TANK）
- 素人美人妻調教指令 マゾ妻・美麗奴（1995年5月20日、ART）上野まなみ名義
- 完熟ボディ淫ら腰（1995年6月29日、ART）
- 未亡人監禁下宿（1995年7月6日、笠倉出版社）
- Hip & Back Hole Story　裏女尻奴隷 2（1995年8月5日、シネマジック）
- 欲情ボディ・快楽レイプ調教（1995年10月21日、ART）
- 大スクープ! パピョーン風俗（1996年2月15日、SLAVE）
- 素人募集 逆ソープ体験してみませんか!（1996年4月25日、SLAVE）
- 女教師いんらん痴漢電車 6（1996年5月23日、笠倉出版社）
- お尻クラブDELUXE（1996年6月23日、宇宙企画）共演者多数
- 婦女暴行スペシャル2　爆裂美尻レイプ（1996年6月30日、フーターズ）…共演:前野典子
- 浴衣の彼女 夏に犯されて（1996年7月5日、ゴールデンキャンディ）…共演:藤原淳子
- スーパーレッグミストレス（1996年7月頃、シャトルジャパン）
- 発情腰づかい（1996年8月5日、オー・ケイ出版社）
- SEXY倶楽部'96 第2巻（1996年9月15日、宇宙企画）共演者多数
- 飯島愛 vs 飯島恋 燃える美女 1（1996年10月7日、笠倉出版社）…再編集版?
- 痴女 現役看護婦編（1996年11月21日、大吉）
- ミス・フェラチーノ 5（1997年1月24日、リア王）
- 飯島恋のあぶない診察室（1997年12月20日、ジャパンニューメディア）
- 大性宴 恋（1997年12月、オークランド）
- Love 淫 Dream（1998年1月頃、センチュリーメディア （三和図書販売））
- 生出し オッパイ星人に贈る暴乳ザ・ブッカケ!　（1990年代、ゴンドラ）
- 誘惑ミセス 7（1990年代、WIFE （U&K））
- アナルレイプ強奪!!!（1990年代、X LEVEL （サイクロン））
- 奥さんと遊ぼう!!（1990年代、イズミーランド）
- 親族不倫 第一章（2000年1月頃、KING KONG （雅））
- 親族不倫 第二章（2000年1月頃、KING KONG （雅））
- 親族不倫 第三章（2000年1月頃、KING KONG （雅））
- 親族不倫 第四章（2000年1月頃、KING KONG （雅））
- 復活のイキマクリ!!（2000年1月頃、素人倶楽部 （オブテイン・フューチャー））
- 人妻輪姦地獄6 神崎さん31歳（2000年2月頃、中嶋興業）

## 映画
- すけべ妻の異常体位　（1997年5月30日、サカエ企画、配給：エクセス） - ビデオ版は『人妻セックス痴態』（1997年8月25日、エクセス）